# Jasper (Alabama)
Jasper város az USA Alabama államában. Lakosainak száma 14 572 fő (2020. április 1.).

## Népesség
A település népességének változása:
| Lakosok száma | 14 052 | 14 352 | 14 572 |
|               | 2000   | 2010   | 2020   |